# Castello della Pietra d'Amico
Il castello della Pietra d'Amico è un castello in rovina della Sicilia, nel territorio comunale di Alessandria della Rocca.

## Storia
Situato in prossimità della diga Castello, al confine con il territorio di Bivona, il castello fu eretto su di un masso e assunse in poco tempo un ruolo fondamentale anche per i paesi limitrofi. Ne fu signore Pietro D'Amico, che dette il nome alla costruzione. Solitamente il termine feudale Petra in Sicilia designava una fortificazione isolata: unica eccezione fu la Petra D'Amico, che si trattava inizialmente di un casale, in seguito di una baronia. Nel XVI secolo il feudo della Pietra D'Amico, di proprietà dei nobili Abbatellis, fu avocato dallo stato. Nel 1542 fu venduto a don Nicolò Barresi, fondatore della vicina Alessandria della Rocca.

## Descrizione
Del castello rimane solamente qualche pezzo di muro, parte della scalinata e il masso su cui venne edificato. Le acque dell'Invaso Castello sommergono i ruderi del Mulino della Pietra; durante i lavori di costruzione della diga, negli anni ottanta, intorno al castello vennero trovati altri ruderi, cocci, vasellame e utensili che testimoniano la presenza di un insediamento che, probabilmente, veniva difeso proprio dal castello.

## Nella letteratura
Ne I Beati Paoli, romanzo storico di Luigi Natoli ambientato nella Sicilia sabauda, sono tenute prigioniere nel castello la figlia e la moglie di don Raimondo duca della Motta, l'antagonista principale del romanzo. Il castello viene menzionato per la prima volta nel capitolo IX della terza parte del libro: 
Il nome del castello, tuttavia, non viene rivelato fino all'inizio del capitolo XVII, allorquando l'autore dichiara: